# I Cry (Ja Rule)
I Cry è un brano musicale estratto come terzo singolo dall'album Rule 3:36, pubblicato nel 2000. Il brano, che figura la partecipazione del rapper Lil' Mo, ha raggiunto la quarantesima posizione della classifica Billboard Hot 100.

## Tracce
CD-Single
1. I Cry (Radio Edit)
2. I Cry (Lp Version)
3. I Cry (Instrumental)
4. I Cry (Rule Won't Die)

## Classifiche
| Classifica (2001)         | Posizione più alta |
| ------------------------- | ------------------ |
| Billboard Hot Rap Singles | 25                 |
| Billboard Rhythmic Top 40 | 25                 |
| Billboard Hot 100         | 40                 |